# Krčovina
Kŕčovina je desni pritok Ščavnice pri Gornjih Ivanjcih. Začenja se z majhnim izvirom v plitvi dolini zahodno od Negove v osrednjem delu Slovenskih goric, teče po precej mokrotni dolini proti vzhodu in se pod Gornjimi Ivanjci steka v opuščeni meander Ščavnice. V dolinskem dnu ni naselij, prevladujejo mokrotni travniki in logi, ki so pomembni habitati za rastlinski in živalski svet, le v spodnjem toku segajo njive vse do struge potoka.
V preteklosti so bili v dolini trije ribniki in manjša opekarna v lasti negovskega gradu. Z negovsko gospoščino naj bi bilo povezano tudi ime potoka, ki izhaja iz besede krčiti (posekati gozd za obdelovalno zemljišče), saj naj bi tamkajšnji gospodarji nekoč ukazali kmetom, da v mokrotni dolini izkrčijo dotedanji gozd.